# L'Encrier renversé
 (mars 2013).
Si vous disposez d'ouvrages ou d'articles de référence ou si vous connaissez des sites web de qualité traitant du thème abordé ici, merci de compléter l'article en donnant les références utiles à sa vérifiabilité et en les liant à la section « Notes et références ».
L’Encrier renversé est une revue quadrimestrielle (3 numéros par an) française dédiée à la nouvelle, créée en 1988.
La revue de nouvelle L’Encrier renversé promeut les nouvellistes de langue française de toutes inspirations (littérature blanche, littératures policière, science-fictionnelle, fantastique, poétique…).
Elle est en outre organisatrice en partenariat avec la communauté d'agglomération Castres-Mazamet (Tarn), où elle a son siège, du prix de L'Encrier renversé qui récompense annuellement dix nouvellistes en les publiant et en dotant les lauréats.
L'Encrier renversé publie des nouvelles inédites. Le comité de lecture lit les textes reçus anonymement.

## Organisation
L’Encrier renversé est une revue associative dont tous les membres sont bénévoles. Elle est régie par un comité de rédaction et de lecture composé de 10 membres. Le directeur de la publication en est Gérard Charpentier (depuis 1989) et le rédacteur en chef Désiré Ramanich (depuis 1994).

## Origine et histoire
L'Encrier, revue à l'origine éclectique (poésie, philosophie, textes courts...), a été fondé par Christian Carpentier (qui quittera la revue en 1989, au numéro 6) et renommé L’Encrier renversé dès le numéro 2. La revue se consacre exclusivement à la nouvelle à compter du numéro 11, fin 1990.

## Prix de la nouvelleL’encrier renversé
Le Prix de la nouvelle de L’encrier renversé (anciennement de la Ville de Castres) est un prix littéraire français, créé en 1989 et coorganisé par la Communauté d'agglomération Castres-Mazamet (Tarn) et la revue L’encrier renversé, récompensant chaque année l’auteur d’une nouvelle inédite.
Les lauréats sont :
- Prix de l’académie du Trèfle 1989 (nombre de participants : 157) : 1er : Antoine Chalvin (« L’archipel », nouvelle et suivantes parues dans L’encrier renversé no 7), 2e : Jean-Luc Coudray (« Séjour chez les Pygmées »), 3e : Jean-Claude Lecat (« L’amour de l’art »). Cette année-là deux prix furent concomitamment organisés : le prix de l’académie du Trèfle et le prix de la Ville de Castres.
- Ier Prix de la Ville de Castres 1989 (« Folie ô folies ») (121) 1er : Claude Ecken (« En sa tour Annabelle », L’ER no HS), 2e : Hubert Ben Kemoun (« Requiem »), 3e : Jean-Claude Lecat (« Démonologie automatique »).
- IIe Prix 1990 (245) 1er : Laurent Fétis (« En bas pour le comte », L’ER no 12), 2e : Lorenzo Soccavo (« Le pamphlétaire »), 3e : René-Pascal Baudey (« Lettres à Pauline »).
- IIIe Prix 1991 (318) 1er : Guy Lebon (« L’enfant prodige », L’ER no 15), 2e : Marie-Martine Martin (« Les fourmis »), 3e : Hélène Mas (« Mon mari »).
- IVe Prix 1992 (330) 1er : Florence Bouhier (« Les naufragés », L’ER no 18), 2e : Dominique Renaud (« Le joueur d’échecs »), 3e : Jacques Boireau (« Entre deux trains »).
- Ve Prix 1993 (606) 1er : Michel Burlot (« Raspoutitsa », L’ER no 22), 2e : Michel Cals (« Loin des sirènes »), 3e : Philippe Biget (« Le 51e mot »).
- VIe Prix 1994 (697) 1er : Diane Durga (« L’argent du diable », L’ER no 25-26), 2e : Louis Reynes (« La dernière grille »), 3e : Joëlle Wintrebert (« L’été des martinets »).
- VIIe Prix 1995 (450) 1er : Emmanuel Ménard (« Confidence pour confidence », L’ER no 29-30), 2e : Serge Marland (« L’effet Baladouf »), 3e : Marianne Ghirardi (« Dans le bleu »).
- VIIIe Prix 1996 (411) 1er : Jean-Marc Rueda (« Le sherpa ébahi », L’ER no 32-33), 2e : Jean-Michel Blatrier (« Règlement de conte de Noël »), 3e : Gwénaëlle Gobé (« Drack »).
- IXe Prix 1997 (300) 1er : Jean-Claude Chabel (« Marine », L’ER no 36-37), 2e : Jean-Marcel Dubos (« La célibacchante »), 3e : Marie-Anna Labail (« Un mot beau »).
- Xe Prix 1998 (211) 1er : Gérard Bastide (« L’en allée de Jérusalem », L’ER no 39-40), 2e : Michel Abax (« L’an Milles »), 3e :  Monique Chavanne (« L’heure du soleil »).
- XIe Prix 1999 (257) 1er : Patricia Chauvin-Glonneau (« L’œil du témoin », L’ER no 42-43), 2e : Gérard Delbet (« L’autobus »), 3e : Henri Gumbeau (« Deus ex machina »).
- XIIe Prix 2000 (131) 1er : Françoise Provini-Sigoillot (« Mamé Tambouille », L’ER no 45-46), 2e : Marie-Odile Strey (« Foison »), 3e : Lise Martin (« L’homme coing »).
- XIIIe Prix 2001 (211) 1er : Mireille Félix (« Écrit sur le sable », L’ER no 48), 2es ex aequo : Claudine Chanard (« Anaïs »), Danièle Grondein (« À l’envers à l’endroit »).
- XIVe Prix 2002 (127) 1er : Frédérique Martin (« À titre posthume », L’ER no 50), 2e : David Coulon (« Thanatothérapie »), 3e : Patrick Janjaud (« Petites annonces »).
- XVe Prix 2003 (182) 1er : Chantal Célotti (« Au bord de la mer », L’ER no 51), 2e : Gilles Mangard (« Poésie orientale »), 3e : Pierre Giraud (« Cheikh Ahmed »).
- XVIe Prix 2004 (131) 1er : Georges Flipo (« L’exposition Vuillard », L’ER no 54), 2es ex aequo : Éric Fouassier (« Bienvenue »), Jean-Louis Layrac (« J’ai rêvé Maria »).
- XVIIe Prix 2005 (148) 1er : Magali Duru (« La clôture », L’ER no 56), 2e : André Fanet (« L’effet Fred »), 3e : Éric Fouassier (« Zapping »).
- XVIIIe Prix 2006 (223) 1er : Patrick Larriveau (« Les alizés », L’ER no 58), 2e : Pascale Corde-Fayolle (« Le conteur »), 3e : Guylaine de Fenoyl (« Traversée solitaire »).
- XIXe Prix 2007 (385) 1er : Martine Poitevin (« L’effraie », L’ER no 59), 2es ex aequo : Francine Bibian (« La reconnaissance du ventre »), Sylvette Heurtel (« Savoir finir »).
- XXe Prix 2008 (340) 1er : Julie Matignon (« Le guéridon Napoléon III d’Émilienne de Saint-Éloi », L’ER no 61), 2e : Annick Demouzon (« La boîte »), 3e : Patrick Ledent (« Le peintre d’Ostende »).
- XXIe Prix 2009 (507) 1er : Lodewijk Allaert (« La voie est libre », L’ER no 62), 2e : Sarah Berti (« Galère et compagnie »), 3e : Bernadette Alègre (« Le cadeau de la sirène »).
- XXIIe Prix 2010 (696) 1er : Élisabeth Potdevin-Marin (« La mémoire du vent », L’ER no 63), 2e : Dominique Chappey (« Intimes convictions »), 3e : Élisabeth Pacchiano (« Des promesses, du vent »).
- XXIIIe Prix 2011 (395) 1er : Anne Vocanson (« Le trésor des Leoni », L’ER no 65), 2e : Christian Jacques (« Tacet »), 3e : Sabine Aussenac (« Le rossignol et la burqa »).
- XXIVe Prix 2012 (373) 1er : Catherine Béchaux (« Dernier voyage », L’ER no 67), 2e : Laurine Roux (« Les cuisines indiennes »), 3e : Emmanuèle Lagrange (« Insomnie »).
- XXVe Prix 2013 (501) 1er : Annick Demouzon (« La Ficelle », L’ER no 70), 2e : Tania Shebabo-Cohen (« Les gouttes d’eau »), 3e : Laurine Roux (« Longue est la nuit »).
- XXVIe Prix 2014 (417) 1er : Wernicke (« Le sud », L’ER no 73), 2e : Laurence Marconi (« Sans filet »), 3e : Florian Morin (« Derrière la fenêtre »).
- XXVIIe Prix 2015 (245) 1er : Thierry Covolo (« Dernière illusion », L’ER no 75), 2e : Arnaud Modat (« La vilaine propagande des vendeurs de croisières »), 3e : Marie Pontacq (« Entre deux fêtes »).
- XXVIIIe Prix 2016 (449) 1er : Pierre Denizet (« Salinger envolé », L’ER no 78), 2e : François Salmon (« Des amours »), 3e : Gérard Delbet (« Lucien »).
- XXIXe Prix 2017 (430) 1er : Virginie Mouligneaux (« Un trou dans la mémoire », L'ER no 80), 2d : Marc Nicolaieff (« Les trois coupables »).
- XXXe Prix 2018 (524) 1er : Marc Nicolaieff (« Le chef-d'œuvre », L'ER no 83), 2d : Marie-Christine Quentin (« Le vieux Chinois »).
- XXXIe Prix 2019 (486) 1er : Sophie Chalandre (« Le dossier K », L'ER no 85), 2d : Camille Hamet (« Moucharabieh »).
- XXXIIe Prix 2020 (574) 1er : Chantal Galichet (« La part de l'ombre », L'ER no 87), 2d : Patrick Janjaud (« Les perdants »).
- XXXIIIe Prix 2021 (610) 1er : Brice Gautier (« L'homme sans prénom », L'ER no 90), 2d : Jean-Yves Robichon (« La naissance d'Ulysse »).
- XXXIVe Prix 2022 (407) 1er : Ghizlane Eljaouhari (« La foi de Louis », L'ER no 92), 2d : Éric Laisne (« L'objet de tous les regards »).
- XXXVe Prix 2023 (356) 1er : Cédric Doucet (« La route », L'ER no 95), 2d : Marie-Hélène Candaes (« Le rendez-vous manqué »).
- XXXVIe Prix 2024 (359) 1er : Florent Arc (« Sans un mot », L'ER no 98), 2d : Marie Jacq (« Le grand livre rouge »).